# Soupisky hokejových reprezentací na MS 2022 (skupina B)
Mistrovství světa v ledním hokeji 2022 se zúčastnilo celkem 16 týmů. Tato základní skupina se odehrála v Tampere.

## Skupina B

### Soupiska finského týmu
- Soupiska na oficiálních webových stránkách zde
- Hlavní trenér:  Jukka Jalonen
- Asistent trenéra:  Kari Lehtonen
- Asistent trenéra:  Mikko Manner
- Asistent trenéra:  Ari-Pekka Selin

| 2  | O | Ville Pokka         | Avangard Omsk              |
| 3  | O | Niklas Friman       | Hämeenlinnan Pallokerho    |
| 4  | O | Mikko Lehtonen      | SKA Petrohrad              |
| 10 | Ú | Joel Armia          | Montreal Canadiens         |
| 12 | Ú | Marko Anttila – A   | Ilves Tampere              |
| 21 | Ú | Jere Innala         | HIFK Hockey                |
| 24 | Ú | Hannes Björninen    | Pelicans                   |
| 25 | Ú | Toni Rajala         | EHC Biel                   |
| 29 | B | Harri Säteri        | Arizona Coyotes            |
| 35 | B | Frans Tuohimaa      | CHK Neftěchimik Nižněkamsk |
| 38 | O | Juuso Hietanen      | HC Ambrì-Piotta            |
| 42 | O | Sami Vatanen        | Ženeva-Servette HC         |
| 45 | B | Jussi Olkinuora     | Metallurg Magnitogorsk     |
| 50 | O | Mikael Seppälä      | Tappara Tampere            |
| 51 | Ú | Valtteri Filppula – | Ženeva-Servette HC         |
| 55 | O | Atte Ohtamaa        | Oulun Kärpät               |
| 64 | Ú | Mikael Granlund – A | Nashville Predators        |
| 65 | Ú | Sakari Manninen     | Salavat Julajev Ufa        |
| 70 | Ú | Teemu Hartikainen   | Salavat Julajev Ufa        |
| 76 | Ú | Jere Sallinen       | EHC Biel                   |
| 80 | Ú | Saku Mäenalanen     | Oulun Kärpät               |
| 82 | Ú | Harri Pesonen       | SCL Tigers                 |
| 91 | Ú | Juho Lammikko       | Vancouver Canucks          |

### Soupiska amerického týmu
- Soupiska na oficiálních webových stránkách zde
- Hlavní trenér:  David Quinn
- Asistent trenéra:  Jeff Blashill
- Asistent trenéra:  Don Granato
- Asistent trenéra:  Mike Hastings

| 1  | B | Jeremy Swayman    | Boston Bruins          |
| 2  | O | Andrew Peeke      | Columbus Blue Jackets  |
| 4  | O | Seth Jones –      | Chicago Blackhawks     |
| 5  | O | Jon Merrill       | Minnesota Wild         |
| 7  | O | Nick Blankenburg  | Columbus Blue Jackets  |
| 11 | Ú | Riley Barber      | Grand Rapids Griffins  |
| 15 | Ú | John Hayden       | Buffalo Sabres         |
| 16 | Ú | Austin Watson – A | Ottawa Senators        |
| 17 | Ú | Adam Gaudette     | Ottawa Senators        |
| 22 | Ú | Kieffer Bellows   | New York Islanders     |
| 24 | Ú | Sam Lafferty      | Chicago Blackhawks     |
| 25 | Ú | Karson Kuhlman    | Seattle Kraken         |
| 26 | Ú | Sean Farrell      | Harvard University     |
| 27 | Ú | Alex Galchenyuk   | Arizona Coyotes        |
| 28 | Ú | Vinni Lettieri    | Anaheim Ducks          |
| 31 | B | Strauss Mann      | Skellefteå AIK         |
| 32 | B | Jon Gillies       | New Jersey Devils      |
| 34 | Ú | Thomas Bordeleau  | San Jose Sharks        |
| 43 | O | Luke Hughes       | University of Michigan |
| 44 | O | Jaycob Megna      | San Jose Sharks        |
| 59 | Ú | Ben Meyers        | Colorado Avalanche     |
| 88 | O | Nate Schmidt – A  | Winnipeg Jets          |

### Soupiska českého týmu
- Soupiska na oficiálních webových stránkách zde
- Hlavní trenér:  Kari Jalonen
- Asistent trenéra:  Martin Erat
- Asistent trenéra:  Libor Zábranský
- Trenér brankářů:  Zdeněk Orct

| 2  | B | Lukáš Dostál     | San Diego Gulls           |
| 5  | O | David Jiříček    | HC Škoda Plzeň            |
| 6  | O | Michal Kempný    | Washington Capitals       |
| 9  | O | David Sklenička  | Oulun Kärpät              |
| 10 | Ú | Roman Červenka – | SC Rapperswil-Jona Lakers |
| 12 | Ú | Jiří Černoch     | HC Energie Karlovy Vary   |
| 13 | Ú | Jakub Vrána      | Detroit Red Wings         |
| 17 | O | Filip Hronek     | Detroit Red Wings         |
| 19 | Ú | Jakub Flek       | HC Energie Karlovy Vary   |
| 20 | Ú | Hynek Zohorna    | IK Oskarshamn             |
| 24 | D | Jan Ščotka – A   | JYP Jyväskylä             |
| 44 | Ú | Matěj Stránský   | HC Davos                  |
| 46 | Ú | David Krejčí – A | HC Olomouc                |
| 47 | D | Michal Jordán    | Amur Chabarovsk           |
| 48 | Ú | Tomáš Hertl      | San Jose Sharks           |
| 50 | B | Karel Vejmelka   | Arizona Coyotes           |
| 51 | O | Radim Šimek      | San Jose Sharks           |
| 52 | Ú | Michal Špaček    | Frölunda HC               |
| 64 | Ú | David Kämpf      | Toronto Maple Leafs       |
| 67 | Ú | Jiří Smejkal     | Pelicans                  |
| 84 | O | Tomáš Kundrátek  | HC Kometa Brno            |
| 88 | Ú | David Pastrňák   | Boston Bruins             |
| 91 | Ú | Dominik Simon    | Anaheim Ducks             |
| 94 | B | Marek Langhamer  | Ilves Tampere             |
| 95 | Ú | Matěj Blümel     | HC Dynamo Pardubice       |

### Soupiska švédského týmu
- Soupiska na oficiálních webových stránkách zde
- Hlavní trenér:  Johan Garpenlöv
- Asistent trenéra:  Markus Akerblom
- Asistent trenéra:  Marcus Ragnarsson

| 6  | O | Adam Larsson – A       | Seattle Kraken        |
| 7  | O | Henrik Tömmernes       | Ženeva-Servette HC    |
| 8  | O | Marcus Pettersson      | Pittsburgh Penguins   |
| 12 | Ú | Max Friberg            | Frölunda HC           |
| 17 | Ú | Oskar Lang             | Leksands IF           |
| 23 | O | Oliver Ekman-Larsson – | Vancouver Canucks     |
| 26 | O | Rasmus Dahlin          | Buffalo Sabres        |
| 28 | Ú | Anton Bengtsson        | Rögle BK              |
| 32 | Ú | Lucas Wallmark         | HC CSKA Moskva        |
| 35 | B | Linus Ullmark          | Boston Bruins         |
| 40 | Ú | Jacob Peterson         | Dallas Stars          |
| 42 | Ú | Joakim Nordström – A   | HC CSKA Moskva        |
| 45 | B | Magnus Hellberg        | Detroit Red Wings     |
| 48 | Ú | Carl Klingberg         | EV Zug                |
| 54 | O | Anton Lindholm         | HK Dinamo Minsk       |
| 56 | O | Erik Gustafsson        | Chicago Blackhawks    |
| 62 | Ú | Joel Kellman           | Växjö Lakers HC       |
| 63 | B | Marcus Högberg         | Linköping HC          |
| 64 | O | Jonathan Pudas         | Skellefteå AIK        |
| 66 | Ú | Nils Åman              | Leksands IF           |
| 72 | Ú | Emil Bemström          | Columbus Blue Jackets |
| 74 | Ú | Rasmus Asplund         | Buffalo Sabres        |
| 86 | Ú | Mathias Bromé          | HC Davos              |
| 88 | Ú | William Nylander       | Toronto Maple Leafs   |
| 91 | Ú | Carl Grundström        | Los Angeles Kings     |

### Soupiska lotyšského týmu
- Soupiska na oficiálních webových stránkách zde
- Hlavní trenér:  Harijs Vītoliņš
- Asistent trenéra:  Artis Abols
- Asistent trenéra:  Viktors Ignatjevs
- Asistent trenéra:  Juris Klodans
- Asistent trenéra:  Raimonds Vilkoits

| 2  | O | Kārlis Čukste       | Pelicans                       |
| 9  | Ú | Renars Krastenbergs | EC VSV                         |
| 11 | O | Kristaps Sotnieks   | Dinamo Riga                    |
| 12 | Ú | Rihards Marenis     | HC Vita Hästen                 |
| 13 | Ú | Rihards Bukarts     | Admiral Vladivostok            |
| 17 | Ú | Mārtiņš Dzierkals   | HC Škoda Plzeň                 |
| 18 | Ú | Rodrigo Ābols       | Örebro HK                      |
| 21 | Ú | Rūdolfs Balcers     | San Jose Sharks                |
| 25 | Ú | Andris Džeriņš      | EHC Black Wings Linz           |
| 31 | B | Arturs Silovs       | Abbotsford Canucks             |
| 32 | O | Artūrs Kulda        | Krefeld Pinguine               |
| 55 | O | Roberts Mamčics     | Linköpings HC                  |
| 65 | O | Arvils Bergmanis    | University of Alaska Fairbanks |
| 69 | Ú | Nikolajs Jeļisejevs | MODO Hockey                    |
| 71 | Ú | Roberts Bukarts     | HC Vítkovice Ridera            |
| 72 | O | Jānis Jaks          | HK Soči                        |
| 73 | Ú | Deniss Smirnovs     | Ženeva-Servette HC             |
| 77 | O | Kristaps Zīle       | Örebro HK                      |
| 80 | B | Elvis Merzlikins    | Columbus Blue Jackets          |
| 83 | Ú | Klāvs Veinbergs     | HK Zemgale/LLU                 |
| 88 | B | Gustavs Grigals     | University of Alaska Fairbanks |
| 90 | O | Sandis Smons        | HC La Chaux-de-Fonds           |
| 91 | Ú | Ronalds Ķēniņš      | Lausanne HC                    |
| 94 | O | Kristians Rubins    | Toronto Marlies                |
| 95 | Ú | Oskars Batņa        | Mikkelin Jukurit               |

### Soupiska norského týmu
- Soupiska na oficiálních webových stránkách zde
- Hlavní trenér:  Petter Thoresen
- Asistent trenéra:  Per-Erik Alcen
- Asistent trenéra:  Anders Gjose
- Asistent trenéra:  Sjur Nilsen

| 4  | O | Johannes Johannesen | Västerviks IK           |
| 5  | O | Andreas Klavestad   | Stavanger Oilers        |
| 8  | Ú | Mathias Trettenes   | HC La Chaux-de-Fonds    |
| 10 | O | Mattias Norstebo    | IF Björklöven           |
| 11 | Ú | Kristian Jakobsson  | Sparta Sarpsborg        |
| 12 | O | Daniel Rokseth      | Stavanger Oilers        |
| 16 | Ú | Magnus Brekke       | Vålerenga Ishockey      |
| 19 | Ú | Eirik Salsten       | Storhamar Hockey        |
| 20 | Ú | Ludvig Hoff         | Stavanger Oilers        |
| 21 | O | Christian Bull      | HC Mikron Nové Zámky    |
| 22 | Ú | Martin Roymark      | Vålerenga Ishockey      |
| 23 | Ú | Martin Ronnild      | Storhamar Hockey        |
| 27 | Ú | Andreas Martinsen   | Lillehammer IK          |
| 28 | Ú | Magnus Geheb        | IK Frisk Asker          |
| 31 | B | Jonas Arntzen       | Örebro HK               |
| 33 | B | Henrik Haukeland    | EHC Red Bull München    |
| 38 | B | Henrik Holm         | Stavanger Oilers        |
| 40 | Ú | Ken Andre Olimb     | Schwenninger Wild Wings |
| 43 | O | Max Krogdahl        | Västerviks IK           |
| 46 | Ú | Mathis Olimb        | Vålerenga Ishockey      |
| 49 | O | Christian Kaasastul | Ontario Reign           |
| 51 | Ú | Mats Rosseli Olsen  | Frölunda HC             |
| 76 | O | Emil Lilleberg      | IK Oskarshamn           |
| 85 | Ú | Michael Haga        | Lukko Rauma             |
| 96 | Ú | Tobias Fladeby      | Tingsryds AIF           |

### Soupiska britského týmu
- Soupiska na oficiálních webových stránkách zde
- Hlavní trenér:  Peter Russell
- Asistent trenéra:  Adam Keefe
- Asistent trenéra:  Corey Neilson

| 1  | B | Jackson Whistle   | Belfast Giants              |
| 2  | O | Dallas Ehrhardt   | Manchester Storm            |
| 5  | Ú | Ben Davies        | Cardiff Devils              |
| 7  | Ú | Robert Lachowicz  | Guildford Flames Ice Hockey |
| 8  | Ú | Matthew Myers     | Nottingham Panthers         |
| 9  | Ú | Brett Perlini     | Ringerike Panthers          |
| 10 | Ú | Scott Conway      | Belfast Giants              |
| 13 | O | David Phillips    | Sheffield Steelers          |
| 16 | Ú | Sam Duggan        | Cardiff Devils              |
| 17 | O | Mark Richardson   | Cardiff Devils              |
| 18 | Ú | Lewis Hook        | Belfast Giants              |
| 19 | Ú | Luke Ferrara      | Coventry Blaze              |
| 20 | Ú | Jonathan Phillips | Sheffield Steelers          |
| 24 | O | Joshua Tetlow     | Nottingham Panthers         |
| 26 | Ú | Evan Mosey        | Sheffield Steelers          |
| 28 | O | Ben O'Connor      | HSC Csíkszereda             |
| 33 | B | Ben Bowns         | HK Dukla Trenčín            |
| 34 | B | Jordan Hedley     | Coventry Blaze              |
| 41 | O | Joshua Batch      | Cardiff Devils              |
| 44 | O | Sam Jones         | Sheffield Steelers          |
| 58 | O | David Clements    | Coventry Blaze              |
| 62 | Ú | Joshua Waller     | Cardiff Devils              |
| 75 | Ú | Robert Dowd       | Sheffield Steelers          |
| 91 | Ú | Ben Lake          | Belfast Giants              |
| 94 | Ú | Cade Neilson      | Aberdeen Wings              |

### Soupiska rakouského týmu
- Soupiska na oficiálních webových stránkách zde
- Hlavní trenér:  Roger Baden
- Asistent trenéra:  Arno de Curto
- Asistent trenéra:  Philipp Lukas
- Asistent trenéra:  Markus Peintner